# Mitromorpha keenae
Mitromorpha keenae is een slakkensoort uit de familie van de Mitromorphidae. De wetenschappelijke naam van de soort is voor het eerst geldig gepubliceerd in 1969 door Emerson & Radwin.